# Jindřich Pešák
Jindřich Pešák (18. září 1895 Polná – 29. nebo 30. listopadu. 1979 Jihlava) byl český a československý politik Komunistické strany Československa; poslanec Prozatímního a Ústavodárného Národního shromáždění, Národního shromáždění ČSR a ČSSR a Sněmovny lidu Federálního shromáždění.

## Biografie
Pocházel z města Polná. Narodil se v dělnické rodině. Vychodil školu a vyučil se svrškařem. Pracoval potom v různých firmách ve Vídni. Bojoval v armádě za první světové války. V roce 1918 se dostal na italské frontě do zajetí. Po návratu do Československa pracoval jako příležitostný dělník v Polné. Od roku 1923 byl dílnovedoucím v podniku Wollmann. Později působil jako vedoucí dělnického obuvnického družstva v Polné. Patřil mezi zakládající členy KSČ v Polné. Byl vychovatelem v DTJ-JET a funkcionářem odborové organizace obuvníků. V parlamentních volbách roku 1929 a parlamentních volbách roku 1935 neúspěšně kandidoval za KSČ. Byl aktivní i v komunální politice. V období let 1926–1930 zasedal v městské radě v Polné. V roce 1938 se zde stal náměstkem starosty.
Za druhé světové války byl funkcionářem ilegální KSČ. V období červen 1941 - srpen 1943 vězněn jako člen KSČ pro tisk a rozšiřování protinacistických letáků. Roku 1943 byl propuštěn a dán pod policejní dozor.
Už koncem roku 1944 založil v Polné ilegální národní výbor. Od dubna 1945 do roku 1946 byl předsedou Revolučního národního výboru, později Místního národního výboru v Polné. Funkce se vzdal pro pracovní vytížení. V poválečném období zasedal i na ONV v Havlíčkově Brodu. Původní profesí byl obuvníkem. Po válce se přestěhoval do Nových Dvorů u Polné, založil tam JZD. V 50. letech se uvádí, že v tamním JZD pracoval i jeho syn a manželka. V roce 1950 se navíc stal krajským inspektorem Československých státních statků. Dne 19. června 1950 byl u obce Kamenná na Havlíčkobrodsku spáchán na Pešáka atentát. Jeho vozidlo bylo ostřelováno dávkou ze samopalu. Pešák ale nebyl zraněn. Pachatel byl shodou okolností dopaden roku 1956.
Po válce byl na VIII. sjezdu KSČ zvolen členem ÚV KSČ. K roku 1954 se profesně uvádí jako tajemník Krajského výboru KSČ v Jihlavě.
V letech 1945–1946 byl poslancem Prozatímního Národního shromáždění za KSČ. Po parlamentních volbách v roce 1946 se stal poslancem Ústavodárného Národního shromáždění, opět za KSČ. Ve volbách do Národního shromáždění roku 1948 se stal poslancem Národního shromáždění za KSČ zvoleným ve volebním kraji Havlíčkův Brod. Mandát znovu získal ve volbách v roce 1954, volbách v roce 1960 a volbách v roce 1964 (po roce 1960 jako poslanec Národního shromáždění ČSSR). Zde zasedal do roku 1968. V letech 1969-1971 byl ještě poslancem Sněmovny lidu Federálního shromáždění.
Roku 1949 získal Řád 25. února I. stupně. V roce 1965 získal pak Řád republiky.